# Afrikas avkolonisering

En animerad karta som visar ordningen för afrikanska nationers självständighet, 1950–2011

Afrikas avkolonisering följde på andra världskriget då de koloniserade folken propagerade för självständighet och de koloniala makterna drog sig tillbaka från Afrika.

## Bakgrund

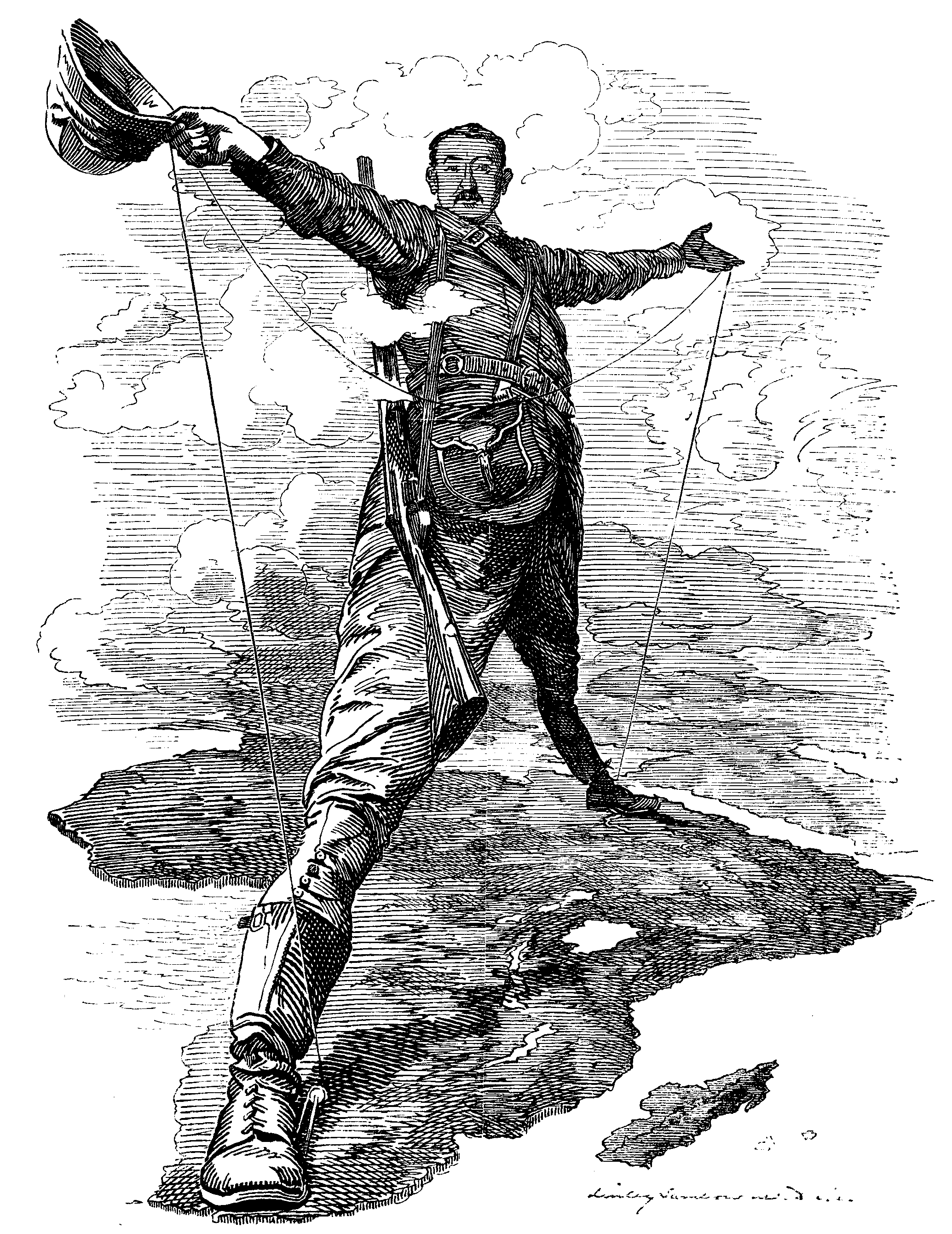
Cecil Rhodes: Skämtteckning från Punch om projektet att bygga en järnväg mellan Kapstaden och Kairo.

Under Kapplöpningen om Afrika i slutet av 1800-talet delade de europeiska makterna upp Afrika och dess naturresurser mellan sig, bland annat vid Berlinkonferensen 1884-5. 1905 kontrollerades i princip hela Afrika av europeiska styrkor; det var enbart Liberia och Etiopien som var självständiga. Storbritannien och Frankrike kontrollerade störst områden, men även Tyskland, Spanien, Italien, Belgien och Portugal hade kolonier i Afrika. Denna kolonialism och imperialism ledde till bestående men för Afrika, med förlust av naturresurser som guld och  gummi, ekonomisk ödeläggelse, kulturell förvirring, geopolitisk uppstyckning och politiskt förtryck. De europeiska länderna ursäktade ofta sitt beteende med hjälp av teorin om den vite mannens börda (begreppet härstammar från en dikt av Kipling), där det ansågs vara européernas skyldighet att "civilisera" de afrikanska folken.

## Orsaker
Under andra världskriget hade invånarna i kolonierna stridit för sina kolonialmakter mot en okänd fiende, men utan att ett ord andats om självständighet för de afrikanska nationerna. De sydafrikanska premiärministrarna Henrik Verwoerd och B.J. Vorster stödde Adolf Hitler medan de flesta guvernörerna i de franska kolonierna var lojala mot Vichyregimen fram till 1943. Tysk krigspropaganda spelade roll i dessa brittiska koloniers motstånd mot brittiskt styre. 

Det japanska imperiets erövringar i Fjärran Östern ledde till brist på råvaror som till exempel gummi och olika mineraler. Dessa råvaror fick då i stället hämtas från Afrika, vilket ledde till ökat välstånd för många i kolonierna. Då de europeiska farvattnen patrullerades av ubåtar, som ledde till att sjötransporter var riskfyllda, fanns det även ett incitament för att förädla råvarorna på plats i Afrika och flera lokala industrier grundades. Runt dessa industrier växte det upp nya städer och redan existerande städer blev ofta mycket större. Med en växande stadsbefolkning och industri utvecklades fackföreningar och dessutom så ökade läskunnigheten hos stadsbefolkningen, vilket i sin tur ledde till framväxten av tidningar, som ofta var förespråkare för självständighet.

Självständighetsdatum för de afrikanska länderna

1941 möttes den amerikanske presidenten Franklin D. Roosevelt och den brittiske premiärministern Winston Churchill för att diskutera världen efter kriget. Resultatet av deras samtal var Atlantdeklarationen. Roosevelt krävde att i denna deklaration skulle inkluderas koloniernas autonomi. Direkt efter kriget så ansågs de afrikanska kolonierna vara "barn" och "omogna" och därför infördes demokratiskt styre enbart på lokal nivå.
Under 1930-talet hade kolonialmakterna stött en liten elit av ledare som hade utbildats i västerländska universitet. Bland dessa afrikanska ledare återfinns många nationalister som Kenyatta (Kenya), Kwame Nkrumah (Guldkusten, Ghana), Léopold Senghor (Senegal) och Houphouët-Boigny (Elfenbenskusten) vilka sedermera blev ledare för självständighetssträvandena i sina respektive länder.

## Konsekvenser
Det brittiska imperiet byggde till stor del på indirekt styre och åtskillnad mellan koloniserade och kolonisatörer. Det franska imperiet var mer centraliserat och inriktat på assimilation. Det ledde till att frigörelsen från Frankrike ofta blev våldsammare, illustrerat av till exempel Algeriets frigörelsekrig. I vissa nybyggarkolonier fanns det bland nybyggarna ett utbrett missnöje mot införandet av ett demokratiskt styressätt.
Afrika efter avkoloniseringen har kännetecknats av politisk instabilitet, ekonomisk katastrof och en tung skuldbörda.

## Tidslinje
| Land                                        | Koloni | Kolonialmakt                                                                                           | Självständighetsdatum                                                            | Första statschef                                          |
| ------------------------------------------- | --- | --- | -------------------------------------------------------------------------------- | --------------------------------------------------------- |
| Liberia                                     | - Cape Mesurado Colony - Colony of Liberia - Commonwealth of Liberia                                                  | USA | 26 juli 1847                                                                     | Joseph Jenkins Roberts                                    |
| Sydafrikanska unionen                       | - Kapkolonin - Natalkolonin - Oranjeflodskolonin - Transvaalkolonin                                                   | Förenade kungariket Storbritannien och Irland                                                          | 31 maj 1910                                                                      | Louis Botha                                               |
| Kungariket Egypten                          | Sultanatet Egypten | Förenade kungariket Storbritannien och Irland                                                          | 28 februari 1922                                                                 | Fuad I                                                    |
| Kejsardömet Etiopien                        | Italienska Östafrika                                                                                                  | Kungariket Italien                                                                                     | 31 januari 1942                                                                  | Haile Selassie I                                          |
| Emiratet Cyrenaica                          | Allierad militär administration (Libyen)                                                                              | Förenade konungariket Storbritannien och Nordirland                                                    | 1 mars 1949                                                                      | Idris I                                                   |
| Kungariket Libyen                           | - Allierad militär administration (Libyen) - Franska Fezzan - Emiratet Cyrenaica                                      | - Förenade konungariket Storbritannien och Nordirland - Fjärde franska republiken - Emiratet Cyrenaica | 24 december 1951                                                                 | Idris I                                                   |
| Sudan                                       | Anglo-egyptiska Sudan                                                                                                 | - Förenade konungariket Storbritannien och Nordirland - Republiken Egypten                             | 1 januari 1956                                                                   | Ismail al-Azhari                                          |
| Tunisien                                    | Franska protektoratet Tunisien                                                                                        | Fjärde franska republiken                                                                              | 20 mars 1956                                                                     | Muhammad VIII al-Amin Habib Bourguiba                     |
| Marocko                                     | - Franska protektoratet Marocko - Tanger - Spanska protektoratet Marocko - Spanska Västafrika - Ifni - Spanska Sahara | - Fjärde franska republiken - Kungariket Spanien                                                       | - 2 mars 1956 - 7 april 1956 - 10 april 1958 - 4 januari 1969 - 14 november 1975 | Mohammed V                                                |
| Ghana                                       | Guldkusten | Förenade konungariket Storbritannien och Nordirland                                                    | 6 mars 1957                                                                      | Kwame Nkrumah                                             |
| Guinea                                      | - Franska Guinea - (Franska Västafrika)                                                                               | Fjärde franska republiken                                                                              | 2 oktober 1958                                                                   | Sékou Touré                                               |
| Kamerun                                     | - Franska Kamerun - Brittiska Kamerun                                                                                 | - Femte franska republiken - Förenade konungariket Storbritannien och Nordirland                       | - 1 januari 1960 - 1 juni 1961 - 1 oktober 1961                                  | Ahmadou Ahidjo                                            |
| Togo                                        | Franska Togoland | Femte franska republiken                                                                               | 27 april 1960                                                                    | Sylvanus Olympio                                          |
| Mali                                        | Malifederationen | Femte franska republiken                                                                               | 20 juni 1960                                                                     | Modibo Keita                                              |
| Senegal                                     | Malifederationen | Femte franska republiken                                                                               | 20 juni 1960                                                                     | Léopold Senghor                                           |
| Madagaskar                                  | Franska Madagaskar | Femte franska republiken                                                                               | 26 juni 1960                                                                     | Philibert Tsiranana                                       |
| Kongo-Léopoldville                          | Belgiska Kongo | Belgien                                                                                                | 30 juni 1960                                                                     | Joseph Kasa-Vubu och Patrice Lumumba                      |
| Somalia                                     | - Brittiska Somaliland - Förvaltarskapsområdet Somalia                                                                | - Förenade konungariket Storbritannien och Nordirland - Italien                                        | - 26 juni 1960 - 1 juli 1960                                                     | - Muhammad Haji Ibrahim Egal - Aden Abdullah Osman Daar   |
| Somaliland                                  | Somalia | Somalia                                                                                                | 18 maj 1991                                                                      | Abdirahman Ahmed Ali Tuur                                 |
| Republiken Dahomey                          | - Franska Dahomey - (Franska Västafrika) - Fortet São João Baptista de Ajudá                                          | - Femte franska republiken - Andra portugisiska republiken                                             | - 1 augusti 1960 - 31 juli 1961                                                  | Hubert Maga                                               |
| Niger                                       | - Nigerkolonin - (Franska Västafrika)                                                                                 | Femte franska republiken                                                                               | 3 augusti 1960                                                                   | Hamani Diori                                              |
| Republiken Övre Volta                       | - Franska Övre Volta - (Franska Västafrika)                                                                           | Femte franska republiken                                                                               | 5 augusti 1960                                                                   | Maurice Yaméogo                                           |
| Elfenbenskusten                             | - Franska Elfenbenskusten - (Franska Västafrika)                                                                      | Femte franska republiken                                                                               | 7 augusti 1960                                                                   | Félix Houphouët-Boigny                                    |
| Tchad                                       | - Franska Tchad - (Franska Ekvatorialafrika)                                                                          | Femte franska republiken                                                                               | 11 augusti 1960                                                                  | François Tombalbaye                                       |
| Centralafrikanska republiken                | - Ubangi-Shari - (Franska Ekvatorialafrika)                                                                           | Femte franska republiken                                                                               | 13 augusti 1960                                                                  | David Dacko                                               |
| Republiken Kongo                            | - Franska Kongo - (Franska Ekvatorialafrika)                                                                          | Femte franska republiken                                                                               | 15 augusti 1960                                                                  | Fulbert Youlou                                            |
| Gabon                                       | - Franska Kongo - (Franska Ekvatorialafrika)                                                                          | Femte franska republiken                                                                               | 17 augusti 1960                                                                  | Léon M'ba                                                 |
| Nigeria                                     | - Kolonin och protektoratet Nigeria - Brittiska Kamerun                                                               | Förenade konungariket Storbritannien och Nordirland                                                    | - 1 oktober 1960 - 1 juni 1961 - 1 oktober 1961                                  | Nnamdi Azikiwe                                            |
| Mauretanien                                 | - Mauretanienkolonin - (Franska Västafrika)                                                                           | Femte franska republiken                                                                               | 28 november 1960                                                                 | Moktar Ould Daddah                                        |
| Sierra Leone                                | Brittiska Sierra Leone                                                                                                | Förenade konungariket Storbritannien och Nordirland                                                    | 27 april 1961                                                                    | Milton Margai                                             |
| Tanganyika                                  | Tanganyikaterritoriet                                                                                                 | Förenade konungariket Storbritannien och Nordirland                                                    | 9 december 1961                                                                  | - Julius Nyerere - Jamshid ibn Abdullah                   |
| Kungariket Burundi                          | - Kungariket Burundi - (Ruanda-Urundi)                                                                                | Belgien                                                                                                | 1 juli 1962                                                                      | Ntare V                                                   |
| Rwanda                                      | - Kungariket Rwanda - (Ruanda-Urundi)                                                                                 | Belgien                                                                                                | 1 juli 1962                                                                      | Grégoire Kayibanda                                        |
| Algeriet                                    | Franska Algeriet | Femte franska republiken                                                                               | 3 juli 1962                                                                      | Ahmed Ben Bella                                           |
| Uganda                                      | Protektoratet Uganda                                                                                                  | Förenade konungariket Storbritannien och Nordirland                                                    | 9 oktober 1962                                                                   | Milton Obote                                              |
| Kenya                                       | Kenyakolonin | Förenade konungariket Storbritannien och Nordirland                                                    | 12 december 1963                                                                 | Jomo Kenyatta                                             |
| Folkrepubliken Zanzibar och Pemba           | Sultanatet Zanzibar                                                                                                   | Förenade konungariket Storbritannien och Nordirland                                                    | 12 januari 1964                                                                  | Abeid Karume                                              |
| Malawi                                      | Nyasaland | Förenade konungariket Storbritannien och Nordirland                                                    | 6 juli 1964                                                                      | Hastings Kamuzu Banda                                     |
| Zambia                                      | Nordrhodesia | Förenade konungariket Storbritannien och Nordirland                                                    | 24 oktober 1964                                                                  | Kenneth Kaunda                                            |
| Gambia                                      | Gambiakolonin | Förenade konungariket Storbritannien och Nordirland                                                    | 18 februari 1965                                                                 | Dawda Kairaba Jawara                                      |
| Rhodesia Zimbabwe                           | Sydrhodesia | Förenade konungariket Storbritannien och Nordirland                                                    | 11 november 1965 (officiellt inte erkänd) 17 april 1980 (erkänd)                 | Ian Smith (officiellt inte erkänd) Robert Mugabe (erkänd) |
| Botswana                                    | Bechuanalandprotektoratet                                                                                             | Förenade konungariket Storbritannien och Nordirland                                                    | 30 september 1966                                                                | Seretse Khama                                             |
| Lesotho                                     | Basutoland | Förenade konungariket Storbritannien och Nordirland                                                    | 4 oktober 1966                                                                   | Leabua Jonathan                                           |
| Mauritius                                   | Brittiska Mauritius                                                                                                   | Förenade konungariket Storbritannien och Nordirland                                                    | 12 mars 1968                                                                     | Veerasamy Ringadoo                                        |
| Swaziland                                   | Brittiska Swaziland                                                                                                   | Förenade konungariket Storbritannien och Nordirland                                                    | 6 september 1968                                                                 | Sobhuza II                                                |
| Ekvatorialguinea                            | Spanska Guinea | Kungariket Spanien                                                                                     | 12 oktober 1968                                                                  | Francisco Macías Nguema                                   |
| Guinea-Bissau                               | Portugisiska Guinea                                                                                                   | Tredje portugisiska republiken                                                                         | 24 september 1973 (officiellt inte erkänd) 10 september 1974 (erkänd)            | Luís Cabral                                               |
| Folkrepubliken Moçambique                   | Portugisiska Östafrika                                                                                                | Tredje portugisiska republiken                                                                         | 25 juni 1975                                                                     | Samora Machel                                             |
| Kap Verde                                   | Portugisiska Kap Verde                                                                                                | Tredje portugisiska republiken                                                                         | 5 juli 1975                                                                      | Aristides Pereira                                         |
| Komorerna                                   | Franska Komorerna | Femte franska republiken                                                                               | 6 juli 1975                                                                      | Ahmed Abdallah                                            |
| São Tomé och Príncipe                       | Portugisiska São Tomé och Príncipe                                                                                    | Tredje portugisiska republiken                                                                         | 12 juli 1975                                                                     | Manuel Pinto da Costa                                     |
| Folkrepubliken Angola                       | Portugisiska Västafrika                                                                                               | Tredje portugisiska republiken                                                                         | 11 november 1975                                                                 | Agostinho Neto                                            |
| Sahariska arabiska demokratiska republiken1 | - Spanska Sahara - Marockanska Sahara - Mauretanien                                                                   | - Spanien - Marocko - Mauretanien                                                                      | 17 februari 1976                                                                 | El-Ouali Mustapha Sayed                                   |
| Seychellerna                                | Brittiska Seychellerna                                                                                                | Förenade konungariket Storbritannien och Nordirland                                                    | 29 juni 1976                                                                     | James Richard Marie Mancham                               |
| Djibouti                                    | Franska Afar- och Issaterritoriet                                                                                     | Femte franska republiken                                                                               | 27 juni 1977                                                                     | Hassan Gouled Aptidon                                     |
| Namibia                                     | Sydvästafrika | Sydafrika                                                                                              | 21 mars 1990                                                                     | Sam Nujoma                                                |
| Eritrea                                     | Etiopiens Övergångsregering                                                                                           | Mall:Landsdata Ethiopia Transitional Government of Ethiopia                                            | 24 maj 1993                                                                      | Isaias Afwerki                                            |
| Sydsudan                                    | Södra Sudan | Sudan                                                                                                  | 9 juli 2011                                                                      | Salva Kiir Mayardit                                       |

1 Det spanska kolonialstyret över Västsahara tog de facto slut när territoriet delades mellan Mauretanien och Marocko (som annekterade hela området 1979) och den utropade självständigheten av Sahariska arabiska demokratiska republiken är till dags dato ineffektiv. Eftersom Spanien inte har någon legal rätt att ge bort Västsahara, så anses enligt internationell rätt territoriet fortfarande vara under spanskt styre; men det styrs de facto av Marocko.